# Bernard Leene
Bernardus Petrus Leene (conocido como Bernard Leene; La Haya, 14 de febrero de 1903-Amstelveen, 24 de noviembre de 1988) fue un deportista neerlandés que compitió en ciclismo en la modalidad de pista.
Participó en tres Juegos Olímpicos de Verano entre los años 1928 y 1936, obteniendo dos medallas, oro en Ámsterdam 1928 y plata en Berlín 1936. Ganó una medalla de bronce en el Campeonato Mundial de Ciclismo en Pista de 1925.

## Medallero internacional
| Juegos Olímpicos   | Juegos Olímpicos         | Juegos Olímpicos  | Juegos Olímpicos         |
| Año                | Lugar                    | Medalla           | Competición              |
| ------------------ | ------------------------ | ----------------- | ------------------------ |
| 1928               | Ámsterdam (Países Bajos) | Medalla de oro    | Tándem                   |
| 1936               | Berlín (Alemania)        | Medalla de plata  | Tándem                   |
| Campeonato Mundial |                          |                   |                          |
| Año                | Lugar                    | Medalla           | Competición              |
| 1925               | Ámsterdam (Países Bajos) | Medalla de bronce | Velocidad individual (A) |